# Canoe Lake, Sudbury
Canoe Lake är en sjö i Kanada.   Den ligger i distriktet Sudbury och provinsen Ontario, i den sydöstra delen av landet, 500 km väster om huvudstaden Ottawa. Canoe Lake ligger 401 meter över havet. Den ligger vid sjön Windy Lake.
I omgivningarna runt Canoe Lake växer i huvudsak blandskog. Trakten runt Canoe Lake är nära nog obefolkad, med mindre än två invånare per kvadratkilometer.